# Дюммлер, Эрнст
Эрнст Дюммлер (нем. Ernst Ludwig Dümmler; 1830—1902) — немецкий историк.

## Биография
Родился 2 января 1830 года в Берлине, в семье книготорговца Фердинанда Дюммлера (1777–1846).
Изучал право, классическую филологию и историю, среди прочего, в Бонне под руководством Иоганна Вильгельма Лёбелля; в Берлине на него оказали влияние Леопольд фон Ранке и Вильгельм Ваттенбах. Его докторская диссертация De Arnulfo Francorum rege (Берлин, 1852) стала заметным явлением среди историков.
Областью его научных интересов были история франков IX века и история Священной Римской империи X и XI веков. В 1855 году он начал вести исторический семинар в Галльском университете; с 1858 года — доцент, с 1866 — профессор. В 1875 году он стал членом обновленного комитета, руководившего Monumenta Germaniae Historica, вёл в нём отдел «Antiquitates». В 1888 году стал президентом центрального правления в Берлине, что стало официальным признанием лидирующего положения Дюммлера среди немецких историков.
В 1871 году он стал иностранным членом Баварской академии наук; с 1882 года был членом-корреспондентом, а с 1888 года — действительным членом Прусской академии наук. С 1867 по 1886 год он был членом-корреспондентом Гёттингенской академии наук. В 1869 году он получил Верденскую премию.
Умер 11 сентября 1902 года в Берлине.
Его сын, Георг Фердинанд Дюммлер (1859–1896), археолог и филолог.

## Избранные труды
Помимо многочисленных критических работ и изданий текстов, он опубликовал:
- Piligrim von Passau und das Erzbistum Lorch (1854)
- Uber die älteste Geschichte der Slawen in Dalmatien, 549-928 (1856)
- Das Formelbuch des Bischofs Salomo III von Konstanz aus dem neunten Jahrhundert (1857)
- Anselm der Peripatetiker (1872) — Ансельм Бесатский

Значительным трудом стала  его «История Восточно-Франкской империи» (Берлин, 1862–1865, в 2-х томах; 2-е изд., 1887–1888, в 3-х томах). Вместе с Рудольфом Кёпке написал сочинение «Kaiser Otto der Grosse» (Лейпциг, 1876).
Он дважды редактировал анонимные загадки Лорша — первый раз в 1879 году, а затем еще два года спустя, в 1881 году.[3] Он также отредактировал первый и второй тома «Poetae Latini aevi Carolini» для Monumenta Germaniae Historica (Берлин, 1881–1884 гг.).